# Bangor (Wales)
Bangor ist eine Stadt in der 1996 gebildeten Unitary Authority Gwynedd im Nordwesten von Wales, Vereinigtes Königreich. Bis 1974 gehörte sie zur damaligen Verwaltungsgrafschaft Caernarfonshire und liegt am Nordausgang der Menai Strait zwölf Kilometer nordöstlich von Caernarvon. Die Universitäts- und Bischofsstadt hat etwa 20.000 Einwohner. Die 1826 errichtete Menai-Brücke spannt sich von Bangor über die Menai Strait bis zum Dorf Menai Bridge auf der Insel Anglesey.

## Geschichte

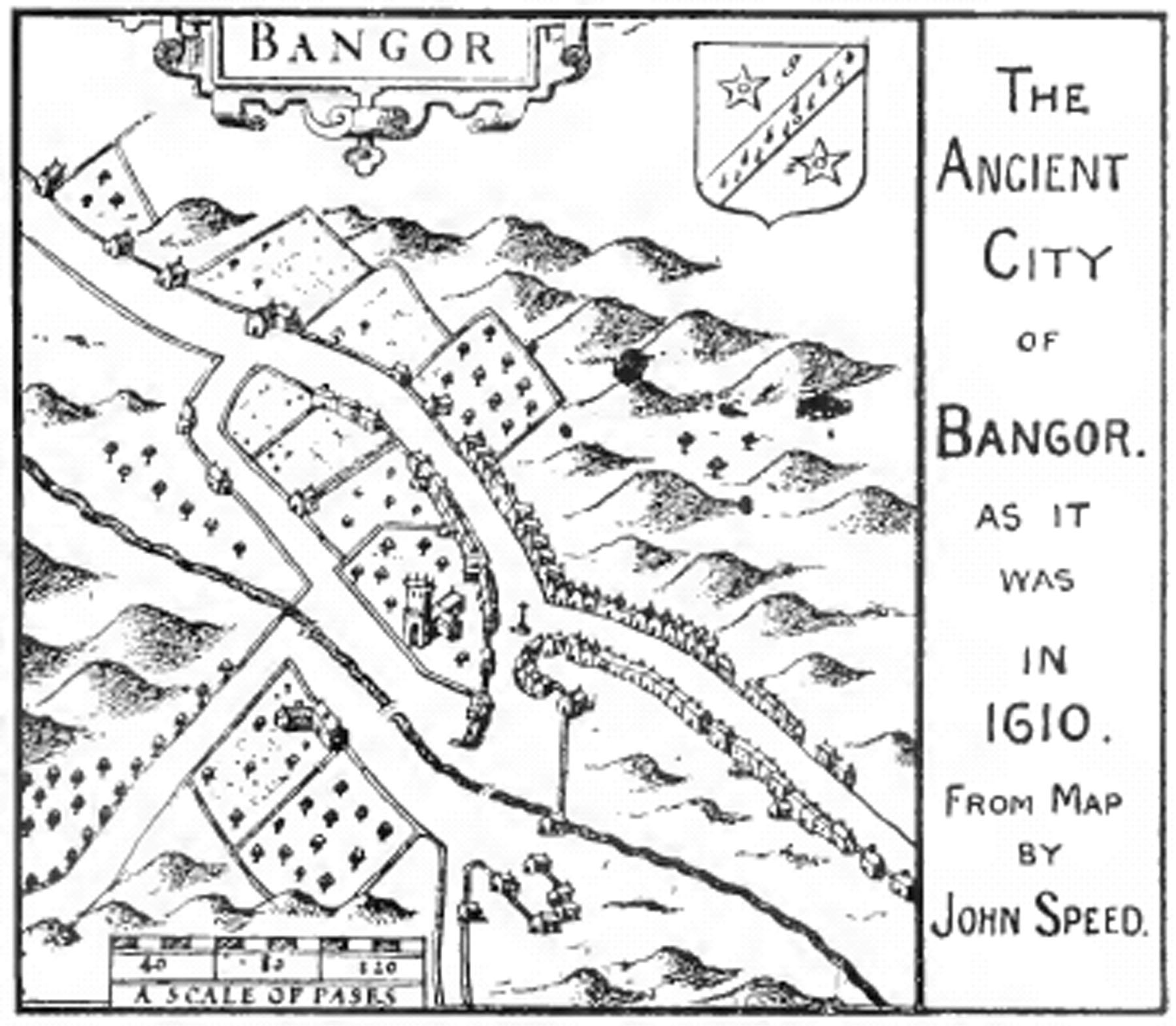
Bangor im Jahr 1610

Die Ursprünge der Stadt reichen ins 6. Jahrhundert zurück. 525 wurde die erste Kirche und ein Kloster von Mönchen unter Leitung von Deiniol gegründet. Um 546 wurde Deiniol von Maelgwn Hir ap Cadwallon, dem König von Gwynedd, zum Bischof seines Königreiches ernannt. Das Kloster gewann rasch an Einfluss und wurde von Beda Venerabilis seinerzeit als das bedeutendste in ganz Britannien bezeichnet. Die Stadt wuchs um die Kathedrale herum. Bangor ist einer der ältesten Bischofssitze der Britischen Inseln.
Der Name Bangor stammt aus dem Walisischen und bedeutet ungefähr „eingezäuntes Grundstück“ und bezieht sich wohl auf das Gelände der ursprünglichen Kathedrale. Die heutige Kathedrale ist jüngeren Datums und wurde während der Jahrhunderte immer wieder umgestaltet. 1557 wurde die noch heute bestehende Friars School als eine Grammar School von Geoffrey Glyn gegründet.
Im 19. Jahrhundert gewann die Stadt an Bedeutung, da die Steine des Penrhyn-Steinbruchs, dem damals größten Schiefersteinbruch der Welt, über den Stadthafen Port Penrhyn exportiert wurden.
1967 trafen sich die Mitglieder der Band The Beatles mit Maharishi Mahesh Yogi in Bangor, bevor sie Anfang 1968 nach Indien flogen.

## Politik
Bangor liegt im Wahlkreis Arfon des House of Commons, der derzeitige Abgeordnete ist Hywel Williams (Plaid Cymru). Denselben Namen trägt der Wahlkreis für den Senedd Cymru, die derzeitige Abgeordnete ist Siân Gwenllian (Plaid Cymru).
Bangor ist Teil der unitary authority Gwynedd, für dessen Rat (Gwynedd Council/Cyngor Gwynedd) neun Ratsmitglieder aus Bangor gewählt werden.
- Plaid Cymru: 8
- parteilos: 7
- Labour/Llafur: 4
- Lib Dem/Dem. Rhydd.: 1

Ebenso existiert für die Stadt Bangor ein eigenständiges community council, das Bangor City Council/Cyngor Dinas Bangor. Seit der Kommunalwahl vom 4. Mai 2017 werden die 20 Sitze von Plaid Cymru, Labour/Llafur, Liberal Democrats/Democratiaid Rhyddfrydol und Unabhängigen besetzt. Die Funktion des City Mayors wird jährlich neu vergeben. Im Jahr 2021 wurde mit Owen J. Horcum eine nicht-binäre parteilose Person ins Bürgermeisteramt gewählt. Horcum ist die erste nichtbinäre Person in einem solchen Amt in Europa.

## Verkehrswege
Die Bahnstation von Bangor liegt an der Nord-Wales-Küstenlinie (North Wales Coast Line) von Crewe nach Holyhead.
Den Ort berühren die Routen 5, 8 und 85 des nationalen Radwegenetzes (National Cycle Network). Bangor ist der Endpunkt des North Wales Path, des 60 Meilen (circa 100 km) langen Nord-Wales-Küstenwanderweges nach Prestatyn.

## Bevölkerung
Einwohnerzahlen
| 1801  | 1811  | 1821  | 1831  | 1841  | 1851  | 1861 | 1871 | 1881   | 1891   | 1901   | 1911   | 1921   | 1931   | 1941 | 1951   | 1961   | 1971 | 1981 | 1991 | 2001 | 2011   |
| ----- | ----- | ----- | ----- | ----- | ----- | ---- | ---- | ------ | ------ | ------ | ------ | ------ | ------ | ---- | ------ | ------ | ---- | ---- | ---- | ---- | ------ |
| 1.770 | 2.383 | 3.579 | 4.751 | 7.232 | 9.564 | ?    | ?    | 11.370 | 12.261 | 11.269 | 11.236 | 11.029 | 10.960 | ?    | 12.822 | 13.993 | ?    | ?    | ?    | ?    | 17.988 |

## Sport
Der erfolgreichste ortsansässige Fußballverein ist der dreimalige walisische Meister Bangor City, der 1876 gegründet wurde.

## Sehenswürdigkeiten

### Kathedrale

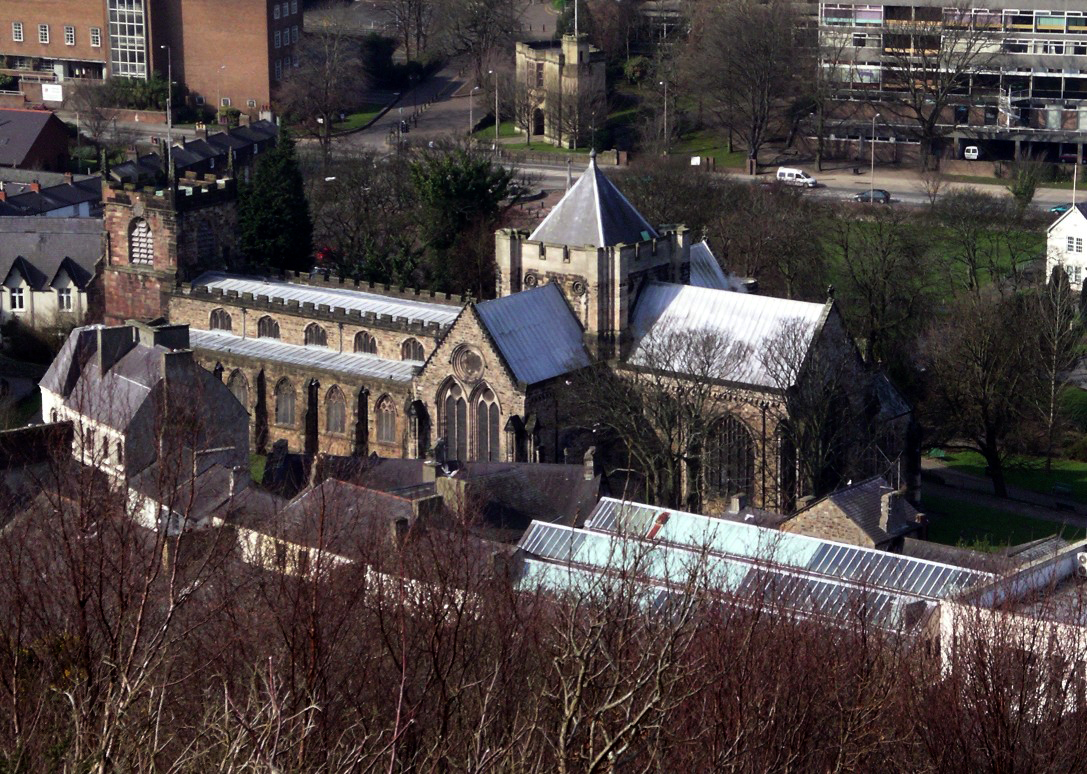
Blick auf die Kathedrale von Bangor

Die Kathedrale von Bangor (englisch Bangor Cathedral), die einen niedrigen, spitzen Vierungsturm besitzt, steht an der Stelle des einst von Deiniol um 525 gegründeten Klosters, das 634 und 1073 geplündert wurde; von ihm haben sich keine Überreste erhalten. Die ältesten Teile der heutigen Kathedrale wurden während des Episkopats des Bischofs David (1120–1139) erbaut. Das Kirchengebäude wurde 1211 von Soldaten des englischen Königs Johann Ohneland während eines Einfalls in Gwynedd zerstört, ebenso 1282 während des zweiten Feldzugs von Eduard I. gegen Wales, woraufhin umfangreiche Arbeiten für den Wiederaufbau stattfanden. Keine zeitgenössischen Zeugnisse gibt es für die angebliche Niederbrennung der Kathedrale im Jahre 1402 während des Aufstandes des walisischen Adligen Owain Glyndŵr, obwohl sie sehr wohl in Mitleidenschaft gezogen worden sein könnte. Bischof Henry Deane ließ den Chor, Bischof Thomas Skevington 1532 das Kirchenschiff und den Turm wiedererrichten, doch blieb Letzterer unvollendet. Die heutige Gestaltung des Bauwerks erfolgte 1866–1875 im Zuge umfassender Restaurierungsarbeiten unter der Aufsicht des englischen Architekten George Gilbert Scott.

### Burgen und Schlösser
In unmittelbarer Nähe der Stadt befinden sich zwei der mittelalterlichen Burgen, für die Nordwales berühmt ist: Auf der Bangor gegenüber liegenden Insel Anglesey liegt Beaumaris Castle, und etwa fünfzehn Kilometer entfernt liegt Castell Gaernarfon, besser bekannt als Caernarfon Castle, die Krönungsstätte für den Prince of Wales (zuletzt 1969).

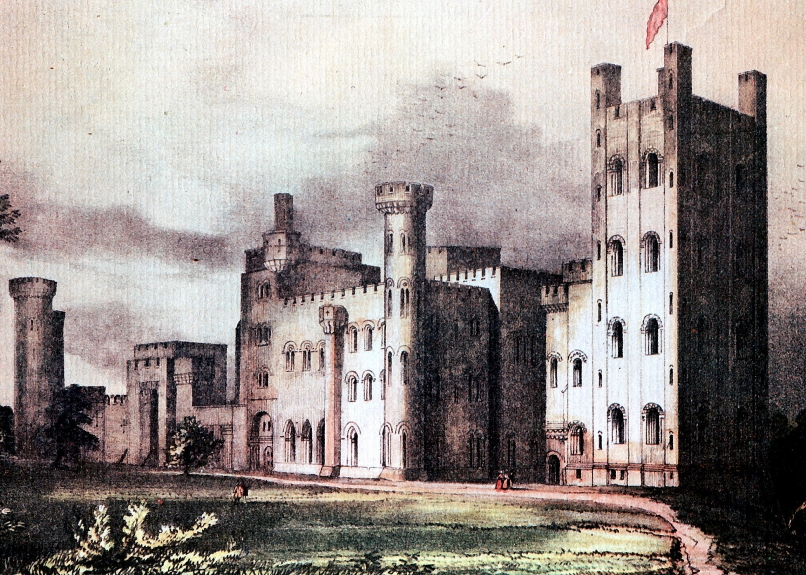
Penrhyn Castle um 1870

Der durch den Schieferabbau reich gewordener Industrielle George Hay Dawkins-Pennant ließ sich in der ersten Hälfte des 19. Jahrhunderts außerhalb von Bangor ein im anglo-normannischen Stil gehaltenes Schloss, Penrhyn Castle, bauen. Im Schloss befindet sich ein überdimensionales Himmelbett, das aus einem einzigen Schieferblock gehauen ist. Es soll einer lokalen Überlieferung nach für Queen Victoria hergestellt worden sein, die beim Anblick des stabilen Ungetüms ihr berühmtes „We are not amused“ ausgesprochen haben soll, da sie die Konstruktion als eine persönliche Kränkung empfand.

## Städtepartnerschaft
Die Stadt Soest in Deutschland ist seit 1973 Bangors Partnerstadt.

## Söhne und Töchter der Stadt
- Mary Dilys Glynne (1895–1991), Phytopathologin
- Harry Parry (1912–1956), Jazz-Klarinettist und Bandleader
- Peter Biziou (* 1944), Kameramann
- Richard Deacon (* 1949), Künstler
- Steve Balcombe (* 1961), Fußballspieler
- Vaughan Thomas (1964–2022), Steuermann im Rudern
- Aled Jones (* 1970), Sänger und Radiomoderator
- Tom Ellis (* 1978), Schauspieler
- Cheryl Foster (* 1980), Fußballspielerin und - schiedsrichterin
- Gwilym Simcock (* 1981), Jazz-Pianist, Hornist und Komponist
- Duffy (* 1984), Soul-Pop-Sängerin und Songwriterin
- Ren (* 1990), Musiker und Musikproduzent
- Rachel Johncock (* 1993), Leichtathletin